# Ратко Софијанић
Ратко Софијанић (Дубрава, код Ивањице, 4. март 1915 — Београд, 21. август 1968) био је учесник Народноослободилачке борбе, генерал-пуковник ЈНА и народни херој Југославије.

## Биографија
Рођен је 4. марта 1915. године у селу Дубрави, код Ивањице. Потиче из сиромашне сељачке породице. После завршетка основне школе, учио је кројачки занат до 1933. године. Потом је радио као помоћни кројачки радник у Чачку и Ивањици.
Још у току учења заната, најпре као шегрт, а касније као калфа, дошао је до првих сазнања о радничком покрету. Учествовао је у раду организација Уједињеног радничког синдикалног савеза Југославије (УРССЈ), као и њеним акцијама. Такође је учествовао и у штрајковима и демонстрацијама, у којима се радничка класа борила за своја политичка и економска права. Године 1939. је био ухапшен, због учешћа у демонстрацијама.

### Народноослободилачка борба
Априлски рат и окупација Краљевине Југославије, 1941. године су га затекли у родном месту. Ту се повезао са члановима Комунистичке партије и активно учествовао у организовању оружаног устанка. Почетком јула ступио је у Моравичку чету Ужичког партизанског одреда „Димитрије Туцовић“. Пошто се као храбар и одлучан борац истицао у првим акцијама, 1. септембра 1941. је примљен у чланство Комунистичке партије Југославије (КПЈ), а убрзо потом је постављен и за командира чете.
Са својом четом учествовао је у борбама за ослобођење Ариља, Бајине Баште, Вишеграда, Ивањице, Чајетине, Пожеге, Ужица и Косјерића, као и у борбама са Италијанима код Вардишта, са усташама код Вишеграда и са четницима на прилазима Ужицу. У току повлачења партизанских снага из ослобођеног Ужица, крајем новембра, са својом четом штитио је код Чајетине и на Златибору повлачење Врховног штаба, Централне болнице и збега. После повлачења у Санџак, учествовао је у ослобођењу Нове Вароши.
Почетком 1942. године, приликом реорганизације партизанских одреда из западне Србије, постављен је за команданта батаљона. Када је његов батаљон 1. марта 1942. године у Чајничу укључен у састав тада формиране Друге пролетерске ударне бригаде, Ратко је постављен за њеног првог команданта. Ово је за њега била велика част, јер се тада у бригади налазио велики број старијих руководилаца, као и шпанских бораца.
Под његовом командом и непосредном командом Врховног штаба, бригада је марта 1942. године ослободила више места у источној Босни — Борике, Власеницу, Братунац и Сребреницу. Потом је бригада, под његовом командом учествовала у борбама током Треће непријатељске офанзиве, као и у походу у Босанску крајину. Током похода у западну Босну, бригада се нарочито истакла у борбама код Доњег Вакуфа, Бугојна, Купреса, Мркоњић Града, као ослобађању Јајца и Босанског Грахова.
Јануара 1943. године, у току Четврте непријатељске офанзиве, Ратко је постављен за обавештајног официра Друге пролетерске дивизије. Убрзо потом је у фебруару пребачен у Другу далматинску бригаду, где је обављао дужност заменика команданта бригаде. Посебно се истакао у борбама током Пете непријатељске офанзиве, јуна 1943. године. Приликом покушаја Главне оперативне групе и Врховног штаба да се пробију кроз обруч на Сутјесци, Друга далматинска бригада је имала задатак да им на положају Барама штити одступницу. Ратко се тада, заједно са командантом бригаде Љубом Вучковићем, налазио у првим борбеним редовима. У овој изузетно тешкој борби, страдао је велики број бораца.
Августа 1944. године постављен је за команданта 24. српске дивизије, која се под његовом командом нарочито истакла у борбама за ослобођење Лебана, Владичиног Хана и Сурдулице, као и у разбијању Седме СС дивизије „Принц Еуген“ између Ниша и Прокупља. Извесно време се налазио и на дужности команданта 22. српске дивизије.

### Послератни период
Крајем 1944. године, заједно са већом групом официра НОВЈ, упућен је на школовање у Совјетски Савез. Тамо је 1945. завршио Вишу војну академију „Ворошилов“, а 1953. у Југославији и Вишу војну академију ЈНА. У Југословенској народној армији (ЈНА) обављао је дужности команданта корпуса, команданта армије и команданта Граничних јединица. Имао је чин генерал-пуковника ЈНА, а први официрски чин — чин мајора добио је 1. маја 1943. године, Указом Врховног штаба НОВ и ПОЈ.
Од Другог заседања АВНОЈ-а, новембра 1943. године, био је његов већник, а потом и посланик Народне скупштине ФНРЈ у два мандата.
Приликом службеног пута у Охрид, где се у својству команданта налазио у обиласку Граничних јединица ЈНА, позлило му је, након чега је пребачен у Београд. Преминуо је 21. августа 1968. године. Сахрањен је у Алеји народних хероја на Новом гробљу у Београду.
Носилац је Партизанске споменице 1941. и других југословенских одликовања, међу којима су — Орден ратне заставе, Орден партизанске звезде са златним венцем, Орден заслуга за народ са златном звездом, Орден братства и јединства са златним венцем, Орден народне армије са ловоровим венцем, Орден за војне заслуге са великом звездом, Орден народне армије са златном звездом и Орден за храброст. Орденом народног хероја одликован је 21. децембра 1951. године.

## Галерија
- Споменик Револуцији у Ивањици
- Спомен-бисте Венијамина Маринковића и Ратка Софијанића
- Спомен-биста у Ивањици
- Партизанска споменица 1941.
- Орден народног хероја